# IC 3498
IC 3498 је спирална галаксија у сазвјежђу Береникина коса која се налази на листи објеката дубоког неба у Индекс каталогу.
Деклинација објекта је + 26° 44' 19" а ректасцензија 12h 33m 29,1s. Привидна величина (магнитуда) објекта IC 3498 износи 14,9 а фотографска магнитуда 15,7. IC 3498 је још познат и под ознакама KUG 1230+270, PGC 86323.